# Ellsworth Huntington

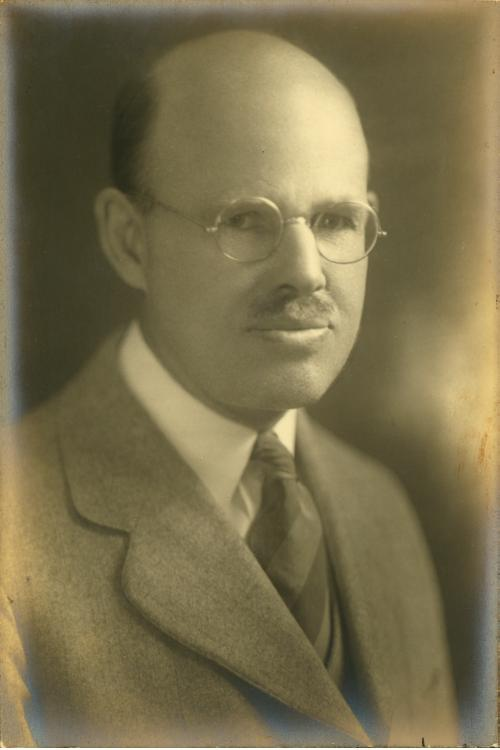
Ellsworth Huntington

Ellsworth Huntington (* 16. September 1876 in Galesburg, Illinois; † 17. Oktober 1947 in New Haven, Connecticut) war ein US-amerikanischer Geograph und Ökonom.

## Leben und Werk
Er lehrte 1897 bis 1901 am Euphrat College in Harput (nahe Elâzığ, Osttürkei), nahm an den Expeditionen von Raphael Pumpelly (1903) und Barrett (1905–1906) nach Zentralasien teil und schrieb seine asiatischen Erfahrungen in Explorations in Turkestan (1905) und The Pulse of Asia (1907) nieder. Er lehrte von 1907 bis 1915 Geographie an der Yale University und ab 1917 war er dort research associate, er widmete sich besonders klimatischen und anthropogeographischen Studien. 1916 wurde er in die American Academy of Arts and Sciences gewählt.
Huntington wurde für seine Studien über klimatischen Determinismus, Wirtschaftswachstum und Wirtschaftsgeographie bekannt. Er war Präsident des Board of Directors der American Eugenics Society, der Amerikanischen Gesellschaft für Eugenik.
Zu seinen Werken zählen The Climatic Factor (1914), Civilization and Climate (1915, rev. ed. 1924), und, mit S. S. Visher, Climatic Changes (1922). Er schrieb auch Principles of Human Geography (with S. W. Cushing, 5th ed. 1940) und Mainsprings of Civilization (1945). Er gilt als bekannter Vertreter klimadeterministischen Denkens, das stark vereinfachend gesellschaftliche Folgen vor allem durch Klimaänderungen erklären will.
In Anthropologenkreisen gefürchtet sind seine Werke The Character of Races. As Influenced by Physical Environment, Natural Selection and Historical Development (1924) und das frühere Climate and Civilization.